# Elecciones estatales de Baviera de 1986
Las Elecciones estatales de Baviera de 1986 se llevaron a cabo el 12 de octubre de ese año.
En Baviera ganó la CSU, obtuvo casi el 56% de los votos, aunque perdió 2,5 puntos y 5 escaños.
Los socialdemócratas perdieron 4,4 puntos y 10 escaños.
Los verdes ganaron 3 puntos y 15 escaños, apareciendo por primera vez en la historia en el parlamento de Baviera.
Los liberales se aumentaron en tres décimas: 3,8% y ningún escaño.
Los nacionalistas alemanes de los Republicanos (parecidos al Front National) se presentaron por primera vez a las elecciones bavieras, obteniendo el 3% de los votos, pero ningún escaño.
Las elecciones de 1986, fueron las últimas elecciones al parlamento de Baviera hasta 1994 en las que se presentó el Partido Nacional Alemán (de extrema derecha). Obtuvo el 0,5% de los votos y ningún escaño.
Los resultados fueron:
| Partido Político | Partido Político                    | Porcentaje | Escaños |
| ---------------- | ----------------------------------- | ---------- | ------- |
|                  | Unión Social Cristiana de Baviera   | 55,8       | 128     |
|                  | Partido Socialdemócrata de Alemania | 27,5       | 61      |
|                  | Los Verdes                          | 7,5        | 15      |
|                  | Partido Liberal de Alemania         | 3,8        | 0       |
|                  | Republicanos                        | 3,0        | 0       |

| Predecesor: 1982 | Elecciones de Baviera 1986 | Sucesor: 1990 |

- Datos: Q1804067
- Multimedia: 1986 Bavarian state election / Q1804067